# Aéroport de Guernesey
Pour les articles homonymes, voir GCI.
L'aéroport de Guernesey (code IATA : GCI • code OACI : EGJB) est un aéroport situé sur la paroisse de La Forêt à Guernesey dans les îles Anglo-Normandes. Ce dernier propose des vols principalement à destination de la Grande-Bretagne et quelques-uns en direction du continent européen. 

## Statistiques
Pour des raisons techniques, il est temporairement impossible d'afficher le graphique qui aurait dû être présenté ici.

Voir la requête brute et les sources sur Wikidata.

## Situation
| Aurigny · Alderney Guernesey · Guernsey Jersey |

## Compagnies et destinations
| Compagnies           | Destinations |
| -------------------- | --- |
| Aurigny Air Services | - Aurigny, - Birmingham, - Bristol, - East Midlands, - Exeter, - Leeds-Bradford, - Liverpool-J.-Lennon, - Londres-City, - Londres-Gatwick, - Manchester, - Paris-Charles de Gaulle, - Southampton En saison : Dublin, East Midlands, Édimbourg, Grenoble-Alpes-Isère, Newquay Cornouailles |
| Blue Islands         | Jersey, Southampton En saison charter: Groningue Eelde, Rotterdam-La Haye |
| British Airways      | En saison charter : Faro, Palma de Majorque |

Édité le 08/11/2018  Actualisé le 10/04/2023

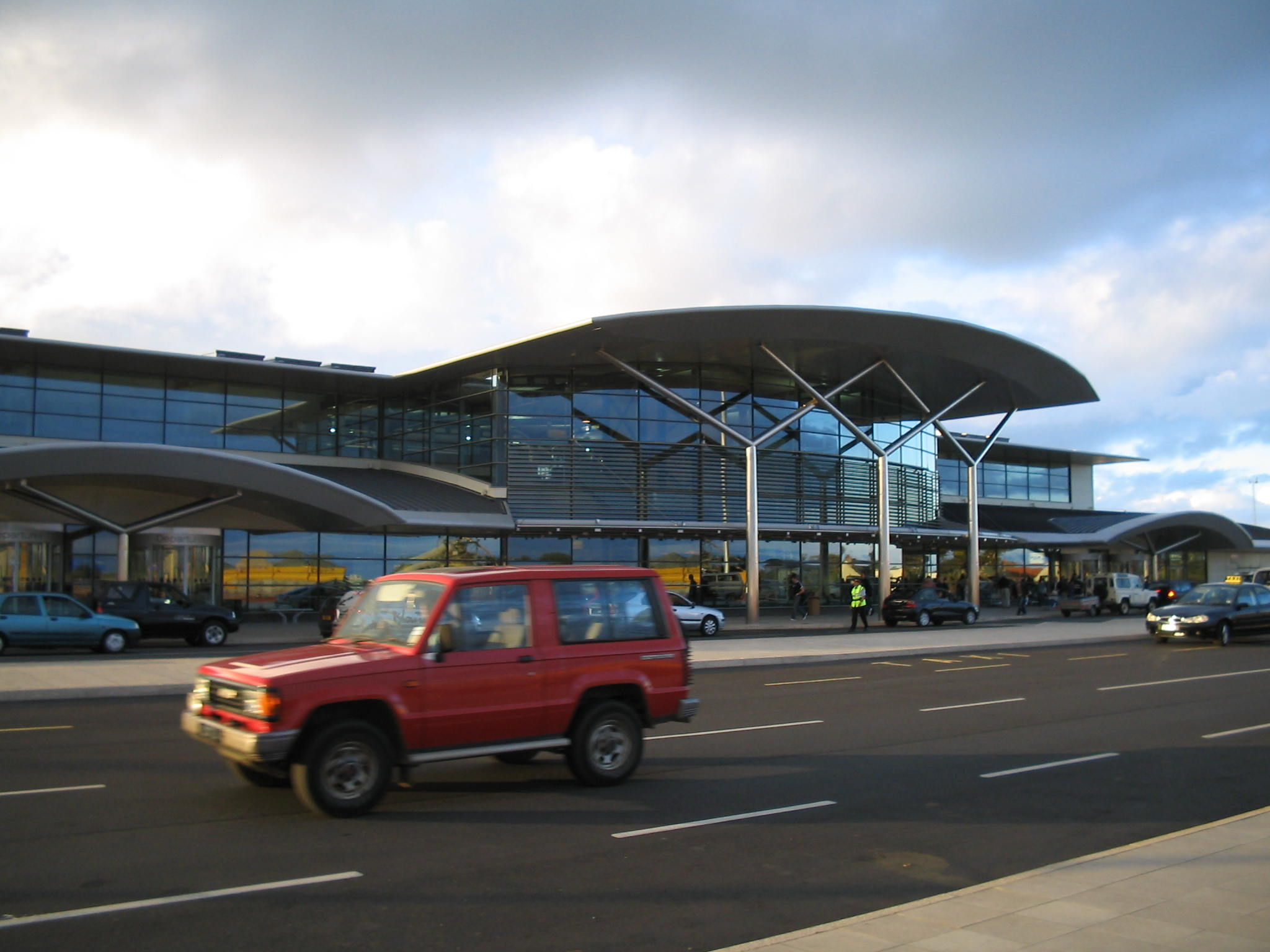

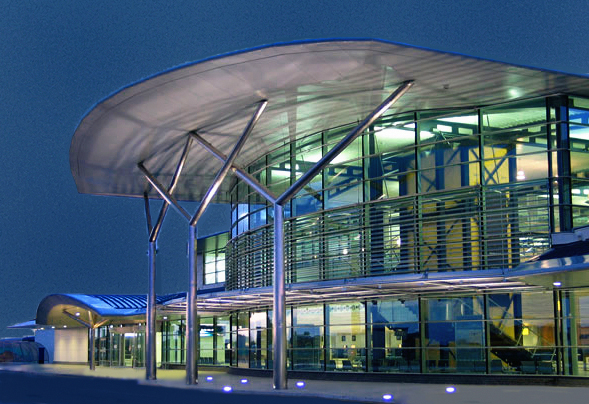